# Synagogenbezirk Bochum
Der Synagogenbezirk Bochum mit Sitz in Bochum, heute eine Stadt in Nordrhein-Westfalen, wurde nach dem Preußischen Judengesetz von 1847 geschaffen.
Im Jahr 1854 wurde der Synagogenbezirk gegründet, dem neben Bochum der Landbezirk Bochum und die Bürgermeisterei Herne angehörten.